# Opatovac (Lovas)
Opatovac je naselje u Republici Hrvatskoj, u sastavu Općine Lovas, Vukovarsko-srijemska županija. Prije 1991. godine, nalazio se u sastavu stare općine Vukovar.

## Stanovništvo
Prema popisu stanovništva iz 2001. godine, naselje je imalo 412 stanovnika te 135 obiteljskih kućanstava.
| broj stanovnika | 635   | 819   | 837   | 921   | 959   | 968   | 987   | 961   | 681   | 797   | 760   | 640   | 562   | 550   | 412   | 345   | 252   |
|                 | 1857. | 1869. | 1880. | 1890. | 1900. | 1910. | 1921. | 1931. | 1948. | 1953. | 1961. | 1971. | 1981. | 1991. | 2001. | 2011. | 2021. |

## Šport
U selu je postojao nogometni klub NK Fruškogorac koji se natjecao u Vukovarskoj općinskoj ligi do 1988. godine kada je isključen zbog nedolaska na utakmicu. Nakon te sezone gube se tragovi o klubu. Godine 1999., ponovno se osniva nogometni klub, ali pod drugim nazivom - NK Opatovac. Od sezone 1999./2000. se natječe u 3. ŽNL Vukovarsko-srijemska.